# Szikora Róbert
Szikora Róbert (Budapest, 1953. december 16. –) Máté Péter-díjas magyar énekes, az R-GO énekese, frontembere.

## Pályakezdés
Szikora Róbert Budapest északi részén, Rákospalotán nevelkedett. Apja Szikora Jenő táncdalénekes, anyja Tarnai Franciska. Szülei hatéves korában elváltak. Nevelőapja fiát testvérének tekintette.
Tanulmányait a Tóth István utcai Általános Iskolában kezdte, majd anyja kérésére elvégezte a gimnáziumot, és leérettségizett. Ekkor már zenészként ismerték őt az akkori tinik. 15 éves korában (1968) a One Word nevű együttes legfiatalabb tagja lett. Ekkor kapta meg élete első dobfelszerelését. 1 év után a Ferm nevű amatőr együtteshez csatlakozott. Itt zenésztársa lett Környei Csaba, Környei Attila, Menyhárt János és Gerdesits Ferenc is. Az együttes rockzenét játszott, mellyel sok fiatalt hódítottak meg – ám, mint számos tehetséges és nagy reményű zenei projektet akkoriban, a monopolhelyzetben lévő Hanglemezgyártó Vállalat teljhatalmú cézára, Erdős Péter megfojtotta. Néhány év múlva Szikorát Novai ajánlására meghallgatta Fenyő Miklós, aki közben a Hungária tagja lett.

## Hungária korszak
1974 elején Szikora csatlakozott a négytagú Hungária együtteshez. Beatles-számokat játszottak, melyek sikert arattak, de Beatles-láz című lemezük (ismét csak Erdős Péter jó-, pontosabban rosszvoltából) nem jelenhetett meg, csak 20 évvel később. 1975-ben házasodott össze akkor 18 éves feleségével. A Hungária tagjainak egy része 1980-ban lecserélődött, és stílusuk is megváltozott. Ekkortól játszottak rock and rollt. Három évig hatalmas sikerük volt, Szikorából is elismert sztár lett. Bob Lanky álnéven írt Szűcs Judithnak két lemezt az R-Go-ra jellemző stílusban (Kihajolni veszélyes, Szeverevetlevek). Ez később kiderült, és a Hungáriában a legnagyobb befolyással rendelkező tag, Fenyő Miklós meg akarta tiltani (az akkoriban a hivatalosan támogatott diszkós-tánczenei irányvonal és a legfeljebb csak megtűrt rockzenei szubkultúra összeütközése volt ez, Fenyő szerint „diszkósoknak nem írunk dalokat”, Szikora ezért próbálta már eleve álnéven írni a dalokat, de valaki elhíresztelte, és Fenyőéknek is a fülébe jutott), ám Szikora a felesége, Zsuzsa biztatására 1982. október 5-én kilépett az együttesből.

## R-GO

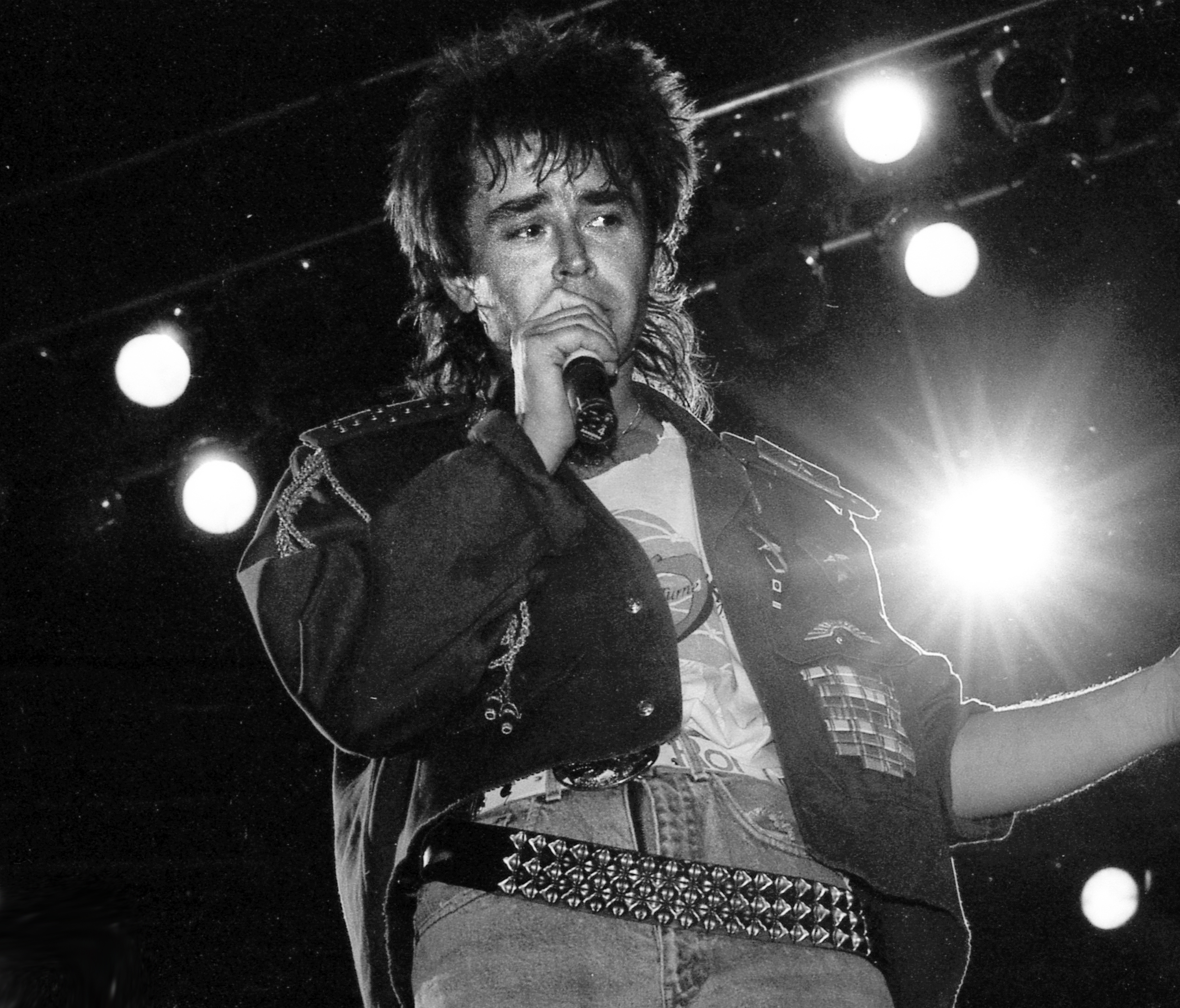
Rózsavölgyi Gyöngyi felvétele

A Hungáriából való kilépése után felhívta régi zenésztársát és barátját, Környei Attilát, hogy alapítsanak együttest. Attila éppen fel akart hagyni a zenéléssel, de inkább barátjához csatlakozott. Szikora punkzenét szeretett volna játszani, és együttesének a Zoo nevet akarta adni, de már volt egy ilyen nevű együttes. Végül a Környei javasolta R-GO név mellett döntöttek, melyben az R Robit jelent, a go pedig angolul „menjünk”, tehát értelmezése „gyerünk, Robi!”; a név egyben homofón a latin ergo (= „tehát”) szóval. Így találták meg az együttes nevét, majd hozzá a Rejtő Jenő légiósregényei ihlette, szafariba hajló katonai stílust, valamint a zenei alapokat, utóbbit később csikidámnak nevezték el.
Az együttes tagjai 1982 decemberében már együtt zenéltek. Szikora Róbert énekelt, Környei Attila basszusgitározott, Kozma Tibor gitározott, Holló József a billentyűs hangszereken játszott, Barille Pasquale dobolt. Elsőként a Létezem és a Megy a lány az utcán című számokat vették fel. Később, a Bombázó című szám felvételekor csatlakozott az együtteshez „gida”-ként (háttérénekes-táncos) a vietnámi-francia Clavier Charlotte és Varga Éva. Az R-Go több évben is az év együttese lett, tagjai a maguk hangszerén dobogósok. Szikora eközben Görbe Nóra színésznőnek is írt lemezt.
Az R-GO ebben a formációban 1987-ig zenélt, ekkor Attila és Tibor kiléptek. 1987-ig négy toplistavezető albumuk jelent meg (R-Go, Amulett, Szeretlek is + nem is, Rég várok valakire). A Gidák lecserélődtek. 1988-ban Szikora az együttes nevét R-GO Proletarsra változtatta.
1991-ben megjelent az R-GO Csak nézem a szeretőm cimű album. 1993-ban 10 éves lett az R-GO és új R-Go-album jelent meg Kalandorok, csavaR-GOk címmel. Ezzel egyidőben Szikora alkalmi menedzsere lett a Domino (korábbi nevén Rokonok) együttesnek, melynek énekese Krisz Rudi volt. 1998-ban az R-Go tizenöt éves jubileumi koncertjét adta, és megjelent az Eltitkolt dalok című lemez. 2000-től ismét életre kelt az 1994-ben feloszlott R-GO, új Gidákkal, zenészekkel és menedzserrel. 2003-ban 20. születésnapját ünnepelte az R-Go, és megjelent a Jubileum album. 2004-ben új R-GO-lemez jelent meg Csikidam címmel.
2006-ban ifjú zenészek dolgozták át a legnépszerűbb R-Go-dalokat, R-GO Retro lett a címe e számok lemezének. 2007-ben 25 éves jubileumi koncertje volt az R-Go-nak a Kisstadionban, és egy időre újra összeállt az eredeti R-GO. Megjelent a Nap szerelmesei c. album új számokkal. Szintén a neves alkalomból egy 222 oldalas, kb. 600 képpel teli, interjú formában íródott életrajzkönyv jelent meg Szikora életéről. Címe: Szikora Róbert – Szerethetsz is + nem is. Írta: Zoltán János. 2013-ban 30 éves jubileumi koncertet adott Agárdon. 2018-ban az R-GO a 35.születésnapjuk alkalmából egy nagyszabású koncertet adott a Papp László Sportarénában. Kizárólag erre az eseményre újra összeállt az eredeti R-GO. 

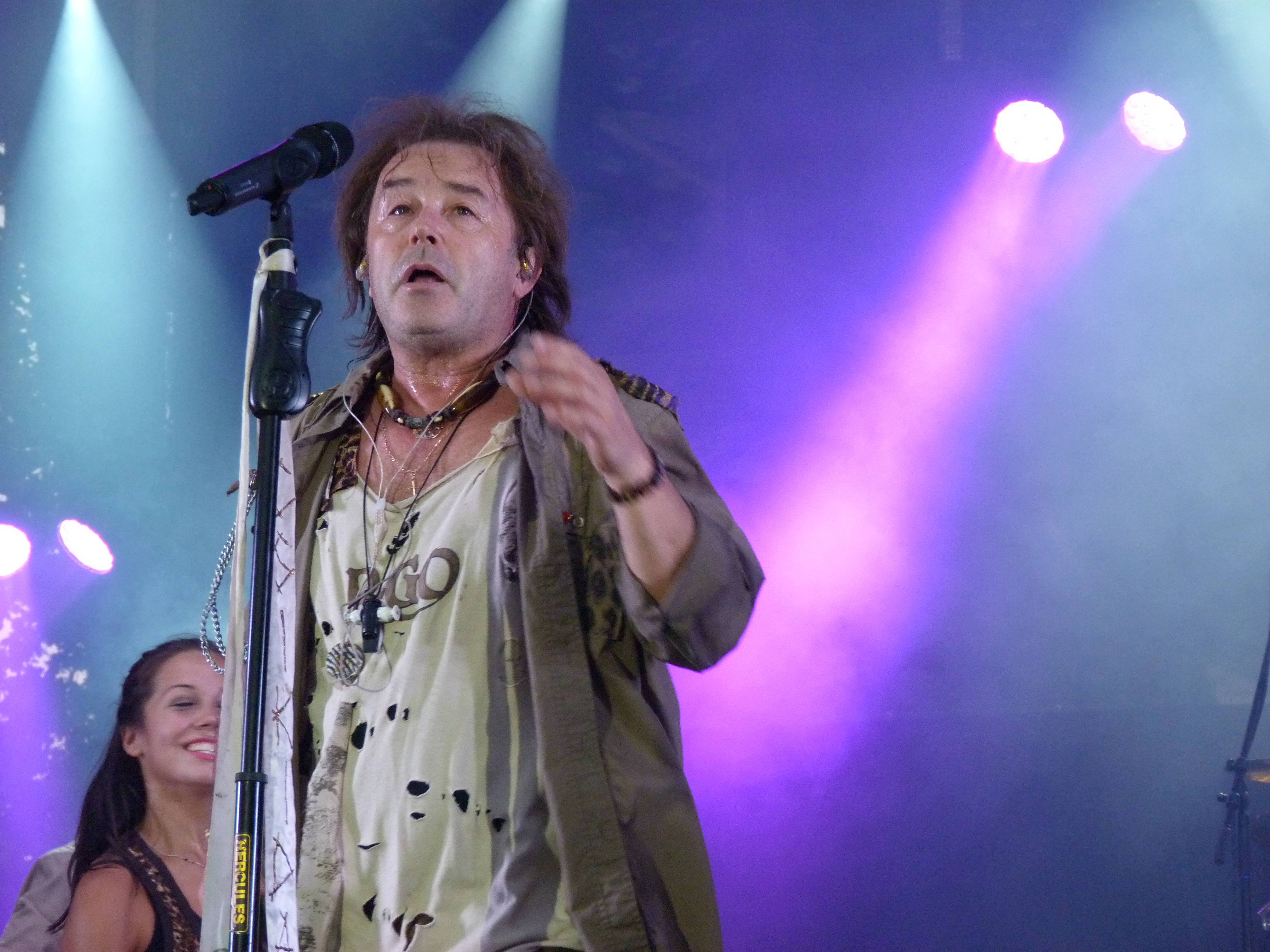
Szikora Róbert – Lánchíd utcabál, 2014. 08. 29.

## Szólókarrierje
Szikora Róbert 1990-ben az Angyalbőrben című film dalait szerezte. Ezáltal jött létre két album: Áll még a vár; Mire gondolsz, katona. 1998-ban egy népszerű tévéműsort vezetett, melynek neve Hangszál(l) volt. A műsor legkedveltebb dalaival egy lemez is megjelent. 2000 után több szólólemeze is megjelent: Kapaszkodj (2000), Ki ölel majd át (2002), Szikora Robi legszebb szerelmes dalai (2008).2013-ban megjelent az Ünnep cimű albuma. 2013-ban és 2014-ben a X-Faktor egyik mentora, a 2014-es X-Faktor győztes mentora. 2015-ben új albuma jelent meg Égből szökött angyalkám cimmel. 2017-ben megjelent az Angol nyelvű dalokat tartalmazó Best Of Bob Lanky cimű válogatásalbuma. 2018-ban közreműködött a Budapest fölött a nap ma újra kisütött cimű dalban. 2022-ben a VALMAR duóval közösen kiadták az Úristen című dalukat. 

## Magánélete

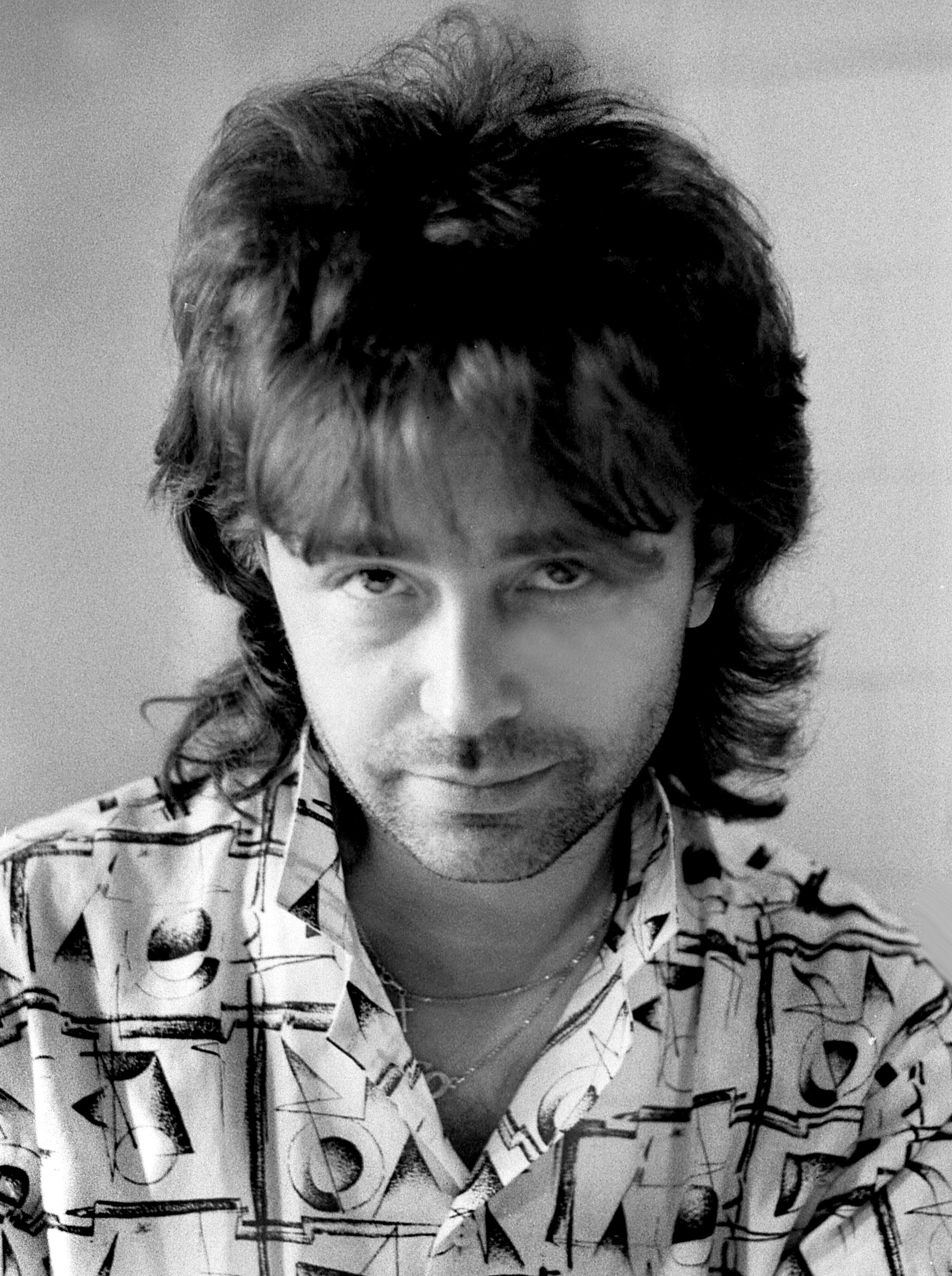
1995-ben (Rózsavölgyi Gyöngyi felvétele)

1975 óta házasságban él Nagy Zsuzsannával.

## Díjai, elismerései
- Popmeccs – Az év énekese (1985)
- Popmeccs – Az év zeneszerzője (1986, 1987)
- Popmeccs – Az év szövegírója (1986)
- EMeRTon-díj (1988)
- Börze Award – Életmű-díj (2003)
- A Magyar Érdemrend lovagkeresztje (2013)[1]
- Zámbó Jimmy-díj (2016)[2]
- Budapestért díj (2019)
- Máté Péter-díj (2023)[3]
- Fonogram Életmű-díj (2025)

## Könyv
- Zoltán János: Szerethetsz is meg nem is. Szikora Róbert; Tupf Produkció, Bp., 2007
- Szikora Róbert – ünnep; riporter Juhász Anna; Libri, Bp., 2013 + CD

## Portré
- Hogy volt?! – Az R-GO sztori (2016)
- Ez itt a kérdés – Szikora Róbert (2021)

## Filmek, sorozatok
- A nagy generáció (1986)
- Zsarumeló (1987)
- Linda (1989)
- Angyalbőrben (1990)
- Hazatalálsz (2024)

## Külső hivatkozások
- szikorarobert.lap.hu/
- DTK: Elviszlek magammal-műsor
- Sztárvár-riport
- Potyautas-riport